# Mobile Suit Gundam ZZ
Mobile Suit Gundam ZZ of Mobile Suit Gundam Double Zeta (機動戦士ガンダムZZ, Kidō Senshi Gandamu Daburu Zēta) is een Japanse animeserie welke werd uitgezonden van 1986 tot 1987. Het is de derde van de Gundam-series. De serie is een direct vervolg op Mobile Suit Zeta Gundam.
Yoshiyuki Tomino regisseerde de serie. De personages werden ontworpen door Hiroyuki Kitazume en Makoto Kobayashi.
Gundam ZZ is een van de weinige Gundamseries die nooit is uitgezonden in de Verenigde Staten.

## Overzicht
De serie is een vervolg op Zeta Gundam, maar bevat voor het grootste gedeelte een nieuwe cast. Tomino wilde eigenlijk Char tot de hoofdpersoon maken tot hij groen licht kreeg voor de film Char’s Counterattack. De serie sluit nauw aan op Zeta. Zo wordt een belangrijke verhaallijn uit Zeta omtrent Haman Karn en Mineva Lao Zabi voortgezet.
In tegenstelling tot zijn voorganger had de serie een lichtere, en soms zelfs humoristische, ondertoon. Dit omdat de serie deels voor een jongere doelgroep was bestemd. De show sloeg aan bij deze doelgroep, en de originele titelsong, Anime Ja Nai, werd erg populair.
De serie introduceerde het concept om meerdere Gundams tegelijk te gebruiken in samenwerking met elkaar.

## Verhaal
De serie draait wederom om de bemanning van het slagschip Argama van de Anti Earth Union Group (AEUG). Om te vechten tegen de Axis Zeon, die zich nu de Neon Zeon noemen, stelt kapitein Bright Noa een groep van jonge schrootverzamelaars samen, onder leiding van Judau Ashta. Zij moeten Argama’s nieuwe mecha besturen. Deze mecha zijn de MSZ-010 Double Zeta Gundam, MSZ-006 Zeta Gundam, RX-178 Gundam Mk-II en Gundam-achtige MSN-00100 Hyaku Shiki. De groep krijgt de naam Gundam Team.
De meeste personages uit Zeta Gundam hebben kleine rollen in de serie.

## Muziek
Titelsong:
- "Anime Ja Nai" ("It's Not Anime") door Masato Arai (aflevering 1–25)
- "Silent Voice" door Jun Hiroe (aflevering 26–47)

Eindtune
- "Jidai ga Naiteiru" ("The Era is Crying") door Masato Arai (aflevering 1–25)
- "Issenman-Nen Ginga" ("Ten Million Years Galaxy") by Jun Hiroe (aflevering 26–47)

## Stemacteurs
- Kazuki Yao als Judau Ashta
- Tsutomu Kashiwakura als Glemy Toto
- Yoshiko Sakakibara als Haman Karn
- Chieko Honda als Elpeo Puru, Puru Two
- Eriko Hara als Elle Vianno
- Hazuki Monma als Chara Soon
- Hirotaka Suzuoki als Bright Noa
- Kenyuu Horiuchi als Mashymre Cello
- Kôzô Shioya als Mondo Agake
- Masami Kikuchi als Ino Abbav
- Maya Okamoto als Leina Ashta
- Miki Itou als Mineva Lao Zabi
- Naoko Matsui als Roux Louka
- Shingo Hiromori als Beecha Oleg
- Bin Shimada als Nie Gihren, Niki
- Chika Sakamoto als Shinta
- Fumihiko Tachiki als Panpa Rida
- Hideyuki Umezu als Nelmarsen
- Hiroyuki Shibamoto(Kenta Abe) als Creyue Oye, Torres
- Houchu Ohtsuka als Yazan Gable
- Jun'ichi Kanemaru als Chimatter
- Kayoko Fujii als Emary Ounce
- Kazuyo Aoki als Anma
- Kenichi Ogata als Dido Kaltoha
- Kenichi Ono als Ein
- Kouji Totani als August Gidan, Gottn Goh
- Masako Irie als Anna Hanna
- Mayumi Shou als Haro, Qum
- Minoru Inaba als Dune, Magany
- Miyuki Matsuoka als Fa Yuiry
- Nobuo Tobita als Kamille Bidan